# Prepona amydon
Prepona amydon (durante o final do século XIX e XX pertencendo ao gênero Agrias, agora em desuso) é uma espécie de borboleta neotropical da família dos ninfalídeos (Nymphalidae) e subfamília Charaxinae, ocorrendo da América do Norte, no México, e América Central até Colômbia (local de coleta de seu tipo nomenclatural), Equador, Peru, Bolívia, Suriname, Brasil amazônico, nordeste e sudeste, incluindo Espírito Santo e Bahia, na América do Sul.

## Taxonomia
A espécie Prepona amydon foi classificada por William Chapman Hewitson, em 1854, e descrita como Agrias amydon na obra Illustrations of new species of exotic Butterflies selected chiefly from the collections of W. Wilson Saunders and William C. Hewitson (Agrias & Siderone). Atualmente foi reclassificada dentro do gênero Prepona.

## Distribuição
Prepona amydon é uma espécie do Novo Mundo com ampla distribuição. Ocorre da América do Norte, no México, e América Central até Colômbia (local de coleta de seu tipo nomenclatural), Equador, Peru, Bolívia, Suriname, Brasil amazônico, nordeste e sudeste, incluindo Espírito Santo e Bahia, na América do Sul.

## Descrição
Apresenta o padrão superior variável em coloração, com manchas em vermelho-rosado, amarelo, laranja, verde e azul metálico, características, em suas asas de padronagens tão distintas que a fizeram ser tratada como espécies distintas. Apresentam um padrão, em vista inferior, com sete manchas arredondadas, como ocelos de centro branco-azulado, na margem de suas asas posteriores. Tufos amarelos, nas costas das asas dos machos, liberam feromônios, através de escamas androconiais, para atrair as borboletas fêmeas. A corte para a cópula geralmente se realiza no topo de morros, com os machos delimitando território e espantando qualquer macho rival em sua área.

## Hábitos e planta-alimento
Prepona amydon é ativa apenas em dias ensolarados e quentes, por volta do meio-dia, raras de serem vistas e geralmente vistas em alturas de cinco a 20 metros ou no solo das florestas; frequentemente encontrada se alimentando de exsudações de troncos de árvores ou em de líquidos provenientes de frutos em fermentação, carniça e esterco de mamíferos. Esta espécie é encontrada em florestas caducifólias e sempre-verdes em altitudes entre cerca de 100 a mil metros. Suas lagartas foram encontradas em folhas de plantas do gênero Erythroxylum (familia Erythroxylaceae).

## Subespécies
P. amydon possui dezessete subespécies:
- Prepona amydon amydon - Descrita por Hewitson em 1854, de exemplar proveniente da Colômbia.
- Prepona amydon amydonius - Descrita por Staudinger em 1885, de exemplar proveniente do Peru.
- Prepona amydon aristoxenus - Descrita por Niepelt em 1913, de exemplar proveniente do Peru.
- Prepona amydon aurantiaca - Descrita por Fruhstorfer em 1897, de exemplar proveniente do Suriname.
- Prepona amydon bogotana - Descrita por Fruhstorfer em 1895, de exemplar proveniente da Colômbia.
- Prepona amydon boliviensis - Descrita por Fruhstorfer em 1895, de exemplar proveniente da Bolívia.
- Prepona amydon excelsior - Descrita por Lathy em 1924, de exemplar proveniente do Brasil (Amazonas).
- Prepona amydon ferdinandi - Descrita por Fruhstorfer em 1895, de exemplar proveniente do Brasil (Bahia).
- Prepona amydon frontina - Descrita por Fruhstorfer em 1895, de exemplar proveniente da Colômbia.
- Prepona amydon lacandona - Descrita por R. G. Maza & J. Maza em 1999, de exemplares provenientes do México (Chiapas) até Honduras.
- Prepona amydon oaxacata - Descrita por Kruck em 1931, de exemplares provenientes do México (Oaxaca) até Guatemala.
- Prepona amydon phalcidon - Descrita por Hewitson em 1855, de exemplar proveniente do Brasil (Amazonas).
- Prepona amydon philatelica - Descrita por DeVries em 1980, de exemplares provenientes da Nicarágua ao Panamá.
- Prepona amydon rubella - Descrita por Michael em 1930, de exemplar proveniente do Brasil (Amazonas).
- Prepona amydon smalli - Descrita por L. Miller & Nicolay em 1971, de exemplar proveniente do Panamá.
- Prepona amydon uniformis - Descrita por Michael em 1929, de exemplar proveniente do Brasil (Roraima).
- Prepona amydon zenodorus - Descrita por Hewitson em 1870, de exemplar proveniente do Equador.

## Mimetismo

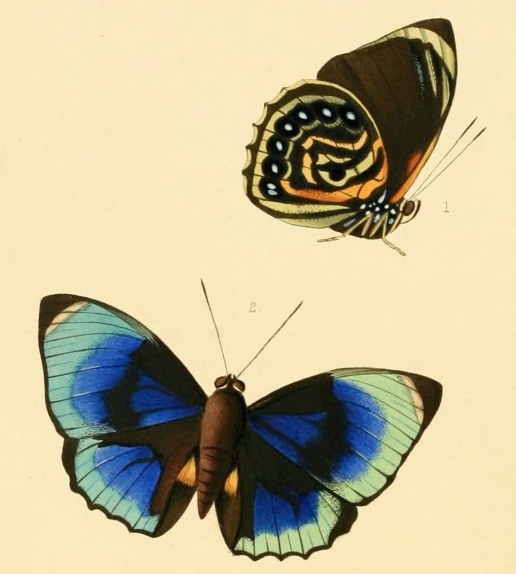
Ilustração do ano de 1855 com P. amydon, subespécie phalcidon, em vista superior e inferior (acima); coletada por William Chapman Hewitson no Amazonas, Brasil. Nesta subespécie ocorre uma relação de mimetismo com borboletas do gênero Asterope.

Em uma subespécie de Prepona amydon da bacia do rio Amazonas, P. amydon phalcidon, ocorre uma relação de mimetismo com borboletas do gênero Asterope. Outras subespécies de amydon, com marcações em laranja nas asas dianteiras e em azul nas asas traseiras, mimetizam algumas espécies de gêneros como Ancyluris, Callicore, Asterope, Callithea, Annagrapha e Temenis.

## Conservação
Em 2007, sob o nome Agrias amydon, a espécie foi classificada como em perigo na Lista de espécies de flora e fauna ameaçadas de extinção do Estado do Pará; em 2018, também com o nome Agrias amydon, com a rubrica de "dados insuficientes" no Livro Vermelho da Fauna Brasileira Ameaçada de Extinção do Instituto Chico Mendes de Conservação da Biodiversidade (ICMBio). A subespécie P. a. boliviensis (ainda classificada no gênero Agrias) foi citada em 2013 no anexo III da Convenção sobre o Comércio Internacional das Espécies Silvestres Ameaçadas de Extinção (CITES), que trata de espécies cuja exploração está restrita ou impedida e que requerem cooperação no controle.